# Rino Bon
Rino Bon (Mestre, 18 marzo 1940 – Venezia, 14 aprile 2012) è stato un calciatore e allenatore di calcio italiano, di ruolo centrocampista.

## Carriera

### Giocatore
Nella stagione 1961-1962 ha giocato in Serie A con la maglia del Padova, collezionando 9 presenze ed una rete in occasione della sconfitta interna contro la Fiorentina del 26 novembre 1961.
Ha inoltre totalizzato 104 presenze e 7 reti in Serie B nelle file di Padova, Reggiana e Palermo.
Ha concluso la carriera in Australia.

### Allenatore
Divenuto il tecnico della Nazionale australiana, tornato in Italia ha guidato prima le giovanili e poi la prima squadra della Mestrina. Quindi, dopo la fusione con il Venezia, ha allenato la squadra appena formatasi.

## Palmarès
- Campionato italiano di Serie B: 1

Palermo: 1967-1968